# Quarouble
Quarouble é uma comuna francesa na região administrativa de Altos da França, no departamento do Norte. Estende-se por uma área de 12.27 km². Em 2010 a comuna tinha 3 070 habitantes (densidade: 250,2 hab./km²).